# Províncias da Tunísia

Províncias da Tunísia

A Tunisia divide-se em 24 províncias ou vilaietes (em árabe: ولاية wilāyah):
| nº                                                                                               | Província                          | Árabe      | Capital                            | Área * (km²) | População (censo Abr. 2004) | População (estimativa Jul. 2010) |
| ------------------------------------------------------------------------------------------------ | ---------------------------------- | ---------- | ---------------------------------- | ------------ | --------------------------- | -------------------------------- |
| 1                                                                                                | Ariana                             | أريانة     | Ariana                             | 498          | 422 246                     | 498 000                          |
| 2                                                                                                | Béja                               | باجة       | Béja                               | 3 558        | 304 501                     | 306 200                          |
| 3                                                                                                | Ben Arous                          | بن عروس    | Ben Arous                          | 761          | 505 773                     | 577 500                          |
| 4                                                                                                | Bizerte                            | بنزرت      | Bizerte                            | 3 685        | 524 128                     | 546 600                          |
| 5                                                                                                | Gabès                              | قابس       | Gabès                              | 7 175        | 342 630                     | 361 500                          |
| 6                                                                                                | Gafsa                              | قفصة       | Gafsa                              | 8 990        | 323 709                     | 338 100                          |
| 7                                                                                                | Jendouba                           | جندوبة     | Jendouba                           | 3 102        | 416 608                     | 423 200                          |
| 8                                                                                                | Kairouan                           | القيروان   | Cairuão                            | 6 712        | 546 209                     | 559 700                          |
| 9                                                                                                | Kasserine                          | القصرين    | Kasserine                          | 8 066        | 412 278                     | 432 300                          |
| 10                                                                                               | Kebili                             | قبلي       | Kebili                             | 22 084       | 143 218                     | 150 700                          |
| 11                                                                                               | Kef                                | الكاف      | El Kef                             | 4 965        | 258 790                     | 256 600                          |
| 12                                                                                               | Mahdia                             | المهدية    | Mahdia                             | 2 966        | 377 853                     | 396 300                          |
| 13                                                                                               | Manouba                            | منوبة      | Manouba                            | 1 060        | 335 912                     | 368 700                          |
| 14                                                                                               | Médenine                           | مدنين      | Médenine                           | 8 588        | 432 503                     | 455 900                          |
| 15                                                                                               | Monastir                           | المنستير   | Monastir                           | 1 019        | 455 590                     | 515 300                          |
| 16                                                                                               | Nabeul                             | نابل       | Nabeul                             | 2 788        | 693 890                     | 752 800                          |
| 17                                                                                               | Sfax                               | صفاقس      | Sfax                               | 7 545        | 855 256                     | 931 000                          |
| 18                                                                                               | Sidi Bouzid                        | سيدي بوزيد | Sidi Bouzid                        | 6 994        | 395 506                     | 412 500                          |
| 19                                                                                               | Siliana                            | سليانة     | Siliana                            | 4 631        | 233 985                     | 234 000                          |
| 20                                                                                               | Sousse                             | سوسة       | Sousse                             | 2 621        | 544 413                     | 611 800                          |
| 21                                                                                               | Tataouine                          | تطاوين     | Tataouine                          | 38 889       | 143 524                     | 146 200                          |
| 22                                                                                               | Tozeur                             | توزر       | Tozeur                             | 4 719        | 97 526                      | 103 500                          |
| 23                                                                                               | Túnis (Tunes em português europeu) | تونس       | Túnis (Tunes em português europeu) | 346          | 983 861                     | 1 000 300                        |
| 24                                                                                               | Zaghouan                           | زغوان      | Zaghouan                           | 2 768        | 160 963                     | 170 500                          |
|                                                                                                  | Tunisia                            | تونس       | Tūnis                              | 154 530      | 9 910 872                   | 10 549 200                       |
| * Área: não incluído 9 080 km² de águas internas; fontes: www.citypopulation.de, www.geohive.com |                                    |            |                                    |              |                             |                                  |

As províncias estão subdivididas em 264 delegações ou distritos (em árabe: mutamadiyat), que por sua vez se subdividem em municípios (em árabe: shaykhats), e setores (em árabe: imadats).